# Castello di Palazzo Adriano
Il castello di Palazzo Adriano è una architettura militare di Palazzo Adriano, comune italiano della città metropolitana di Palermo in Sicilia.

## Descrizione
Situato sul colle di san Nicola, i ruderi del castello borbonico di Palazzo Adriano risalgono al XVIII secolo; fu costruito attorno a un torrione di epoca federiciana,  risalente al 1230 circa, attorno al quale si sviluppò il nucleo più antico del paese, verso la fine del Quattrocento. Nel 2009 la costruzione è stata restaurata.  Il 6 agosto 2011 è stato riaperto al pubblico.